# Хамсе

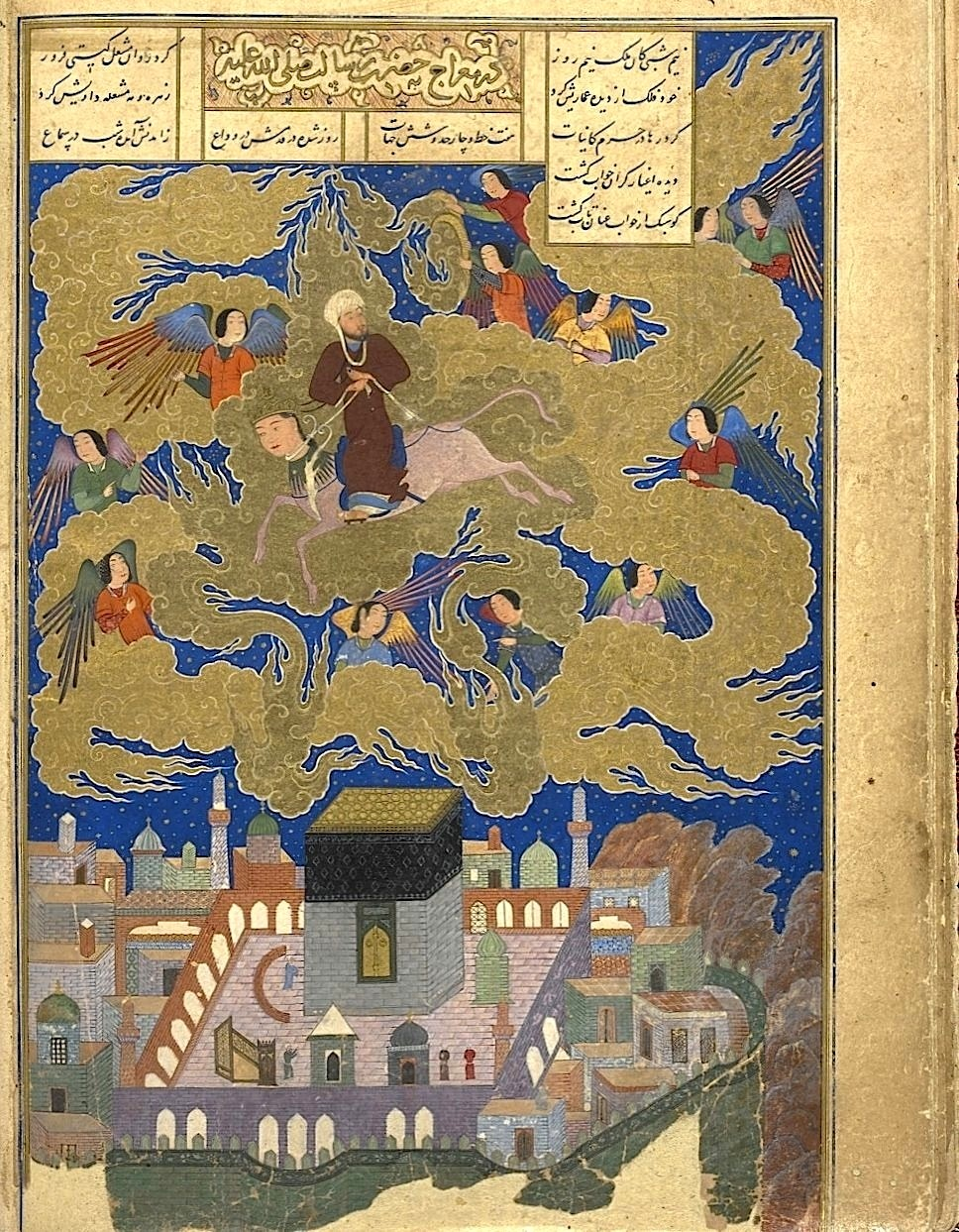
Миниатюра из рукописи Хамсе, датированная 1494 г., изображающая восхождение Пророка Мухаммеда на Бураке из Мекки на небеса (Мирадж), а также многокрылого архангела Гавриила (справа)

«Хамсе́» или иначе «Пятери́ца» — памятник персидской литературы, пять поэм, объединённых общим названием «Пандж Гандж», что переводится с персидского, как «Пять драгоценностей». Основное произведение классика персидской литературы Низами Гянджеви (1141—1209). «Хамсе» — персидское произношение арабского слова «хамса» (араб. خمسة ‎). Все пять поэм написаны в стихотворной форме маснави (двустиший), мастером которой являлся Низами.
Первая из поэм — «Сокровищница тайн» («Махзан аль-Асрар»), — была написана под влиянием монументальной поэмы Санаи (умер в 1131 г.) «Сад правды». В основе поэм «Хосров и Ширин», «Семь красавиц» («Хафт пейкар») и «Искандер-наме», лежат средневековые рыцарские истории. Хосров и Ширин, Бахрам Гур и Александр Великий (которые появляются в отдельных эпизодах в поэме «Шах-намэ» Фирдоуси) в поэмах Низами помещены в центр сюжета и стали главными героями трёх его поэм. Поэма «Лейли и Меджнун» написана на основе арабских легенд. Во всех пяти поэмах Низами значительно переработал материал использованных источников.
В поэмах Низами содержатся уникальные данные, которые сохранились до наших дней именно благодаря его описаниям. Так например, одним из предметов очарования «Хамсе» являются детальные описания музыкантов, что сделало поэмы Низами главным источником современных знаний о персидском музыкальном творчестве и музыкальных инструментах XII века. Несмотря на интерес Низами к обычным людям, Низами не отрицал институт монархической формы правления и считал, что он является интегральной, духовной и священной частью персидского образа жизни. Хотя Низами избегал участия в придворной жизни, каждую из своих поэм он посвятил отдельному правителю, что было распространённой традицией в его время.
«Хамсе» Низами Гянджеви оказала огромное влияние на развитие не только персидской, но и восточной поэзии вообще. Под влиянием Хамсе создавались произведения в азербайджанской литературе. «Пятерица», темы которой выбрал из истории и фольклора Низами, стала именем нарицательным и основой подражания таких выдающихся поэтов, как Алишер Навои, Мухаммед Физули, Абдурахман Джами, Амир Хосров Дехлеви и других, которые писали те же пять поэм на те же самые темы. Низами выступает в своих поэмах не просто поэтом и лириком, но и обличителем невежества, деспотизма и ханжества правителей. Он воспевает человека, его любовь, трудолюбие, мир и дружбу.
Сюжеты поэм Низами предоставили персидской миниатюрной живописи обилие творческого материала: его «Хамсе» вместе с «Шахнаме» Фирдоуси, являлось наиболее часто иллюстрируемом литературным произведением.

## «Сокровищница тайн»

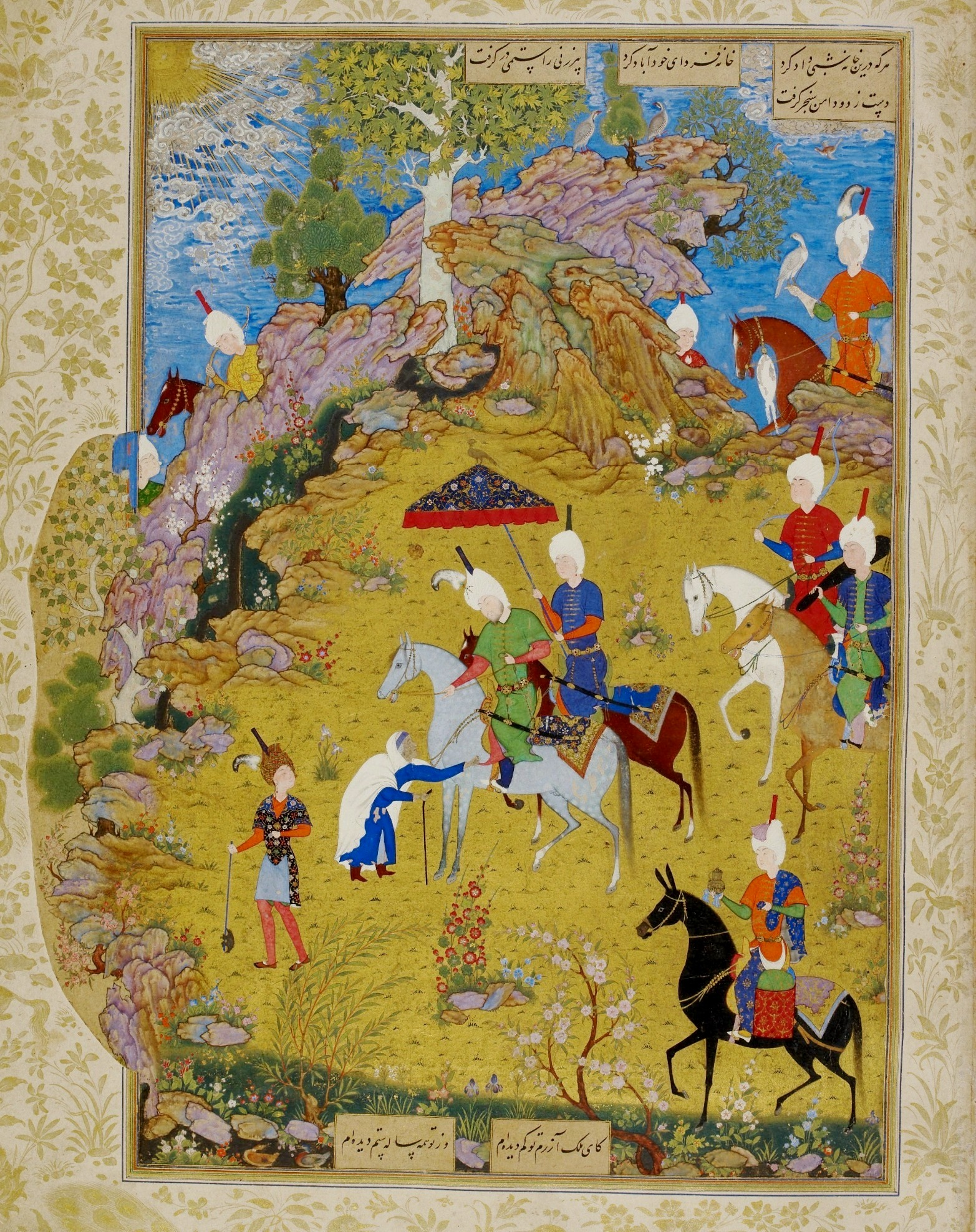
Миниатюра тебризской школы XVI века «Султан Санджар и старуха» Султана Мухаммеда

Поэма «Махзан аль-Асрар» (перс. مخزن الاسرار‎, «Сокровищница тайн») написана в 1163 году, но некоторые исследователи датируют её 1176 годом. Эта этико-философская поэма, состоящая из 2.250 персидских двустиший, была посвящена правителю Эрзинджана Фахр ад-Дину Бахрамшаху. Поэма раскрывает эзотерические, философские и теологические темы и написана в русле суфийской традиции, в связи с чем служила образцом для всех поэтов, впоследствии писавших в этом жанре.
Поэма разделена на двадцать глав, каждая из которых является отдельным трактатом, который посвящён религиозным и этическим темам. Каждая глава завершается апострофой (обращением) к самому поэту, содержащим его литературный псевдоним. Содержание стихов указывается в заглавии каждой главы и написано в типичном гомилетическом стиле. Истории, которые обсуждают духовные и практические вопросы, проповедуют справедливость царей, исключение лицемерия, предупреждают о суетности этого мира и необходимости готовиться к жизни после смерти. Низами проповедует идеальный образ жизни, привлекая внимание к своему читателю людей высшего социального положения среди творений Божьих, а также пишет о том, что человек должен думать о своём духовном предназначении. В нескольких главах Низами обращается к обязанностям царей, но в целом он скорее обращается ко всему человечеству, чем к своему царственному покровителю.
«Сокровищница тайн» начинается главой «Речь о превосходстве слова»:
Весь предел естества захватили при помощи слова.
Письмена шариата скрепили при помощи слова.
В том саду, над которым предвечные звезды повисли,
Что острее, чем слово толкующих тонкие мысли?
И хоть светлое слово не явит благой красоты
Почитателям праха, чьи праздные мысли пусты, -
Мы лишь в слове живем. Нас объемлет великое слово:
В нем бесследно сгореть наше сердце всечасно готово.
Для Низами слово — это не только слово поэта, но и слово пророка, что соответствует суфийской традиции, так как для суфия поэзия — это то же религиозное пророческое служение:
Стихотворные речи — возвышенной тайны завеса
— тень речений пророческих. Вникни! Полны они веса.
В том великом пространстве, где веет дыханье Творца,
светлый путь для пророка, а далее — он для певца.
Основную часть «Сокровищницы тайн» занимают двадцать «Речей». Речь первая — о сотворении мира и человека. Основанием для сотворения мира, по Низами, служила любовь:
До поры, как любовь не явила дыханье своё,
в бездне небытия не могло засиять бытие.
Речь вторая — «Наставление шаху о справедливости». Низами призывает к правосудию и заботе о благе подданных, угрожает карами за угнетение и насилие. Третья речь — о свойстве мира; четвёртая — о благожелательном отношении шаха к подданным; пятая — о старости; шестая — о свойствах сотворенного; седьмая — о превосходстве человека над животными и т. д. Темы речей подтверждаются притчами.
Написанная в высоко риторическом стиле поэма «Сокровищница тайн» не является романтической эпической поэмой, её цель — переступить ограничения придворной светской литературы. Этим произведением Низами продолжил направление, которое открыл в персидской поэзии Санаи, и, которое было продолжено многими персидскими поэтами, ведущим среди которых является Аттар.

## «Хосров и Ширин»

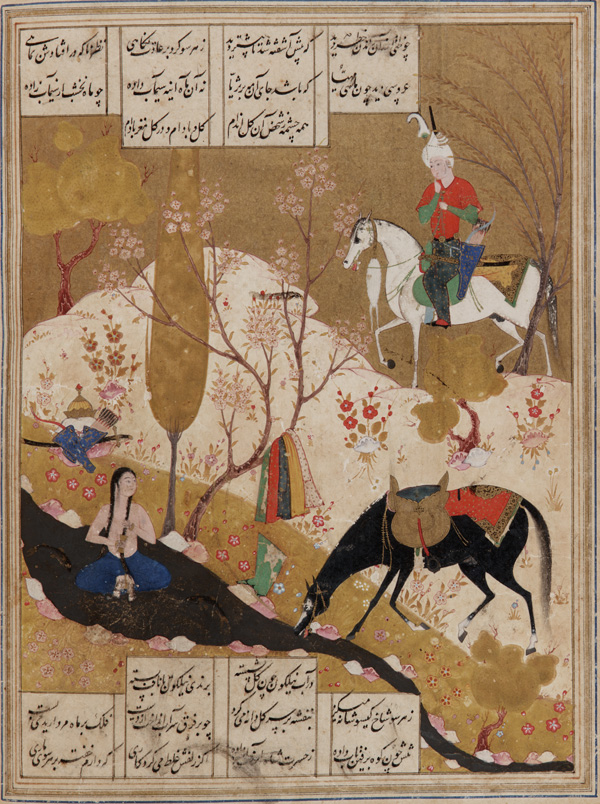
Хосров и Ширин

Под воздействием переживаний по поводу смерти его любимой жены и под впечатлением от поэмы Гургани «Виc и Рамин» Низами написал поэму «Хосров и Ширин» — его первый шедевр
. Поэма «Хосров и Ширин» (перс. خسرو و شیرین ‎), которая была написана в течение 16 лунных лет между 1175/1176 и 1191 г., стала поворотной точкой в литературе не только для Низами, но и для всей персидской поэзии. Более того, это была первая поэма в персидской литературе, которая достигла полного структурного и артистического единства.
Поэма посвящена сельджукскому Султану Тогрулу II, Атабеку Азербайджана Мухаммаду ибн Элдигизу Джахан Пахлавану и его брату Кызыл-Арслану. В поэме содержится 6150 двустиший, разделённых на 100 глав, в издании Тарватьян (Тегеран, 1987—1988 гг.). Поэма имеет сложную структуру, в которой переплетено несколько различных жанров одновременно.
По сути это — также суфийское произведение, аллегорически изображающее стремление души к Богу; но чувства изображены настолько живо, что неподготовленный читатель даже не замечает аллегории, воспринимая поэму как романтическое любовное произведение:
Все ложь, одна любовь указ беспрекословный,
и в мире все игра, что вне игры любовной…
Кто станет без любви, да внемлет укоризне:
он мертв, хотя б стократ он был исполнен жизни.
История о Хосрове и Ширин имеет персидское происхождение и взята Низами из эпико-исторической поэмы Фирдоуси «Шахнамэ». В её основе лежит правдивая история и герои являются историческими личностями, которые действительно существовали.
Поэму «Хосров и Ширин» Низами Гянджеви не следует путать с «Фархад и Ширин» Алишера Навои.

### Краткое описание сюжета
Сложный сюжет, описывающий множество приключений, кратко можно свести к следующему: герой — Хосров, сасанидский царевич, затем шах Ирана Хосров II Парвиз (590—628 гг.), любит прекрасную Ширин, армянскую принцессу из Барды, племянницу (дочь брата) Шемиры, которую иначе звали Мехин Бану — могучей правительницы христианского Аррана. Ширин также любит Хосрова, но политические соображения заставляют Хосрова жениться на византийской принцессе, Ширин же отвергает внебрачную близость, храня целомудрие. Движимый ревностью Хосров посылает влюблённому в Ширин зодчему Фархаду весть о смерти Ширин, из-за чего Фархад кончает с собой. Таким образом, мы видим душу, погрязшую в грехах, которые не дают ей, при всем желании, соединиться с Богом. Лишь в конце Хосров отвергает земную тщету и соединяется с Ширин; но он гибнет от руки своего коварного сына, а Ширин, чтобы не достаться убийце, пронзает себя кинжалом над его телом.

## «Лейли и Меджнун»

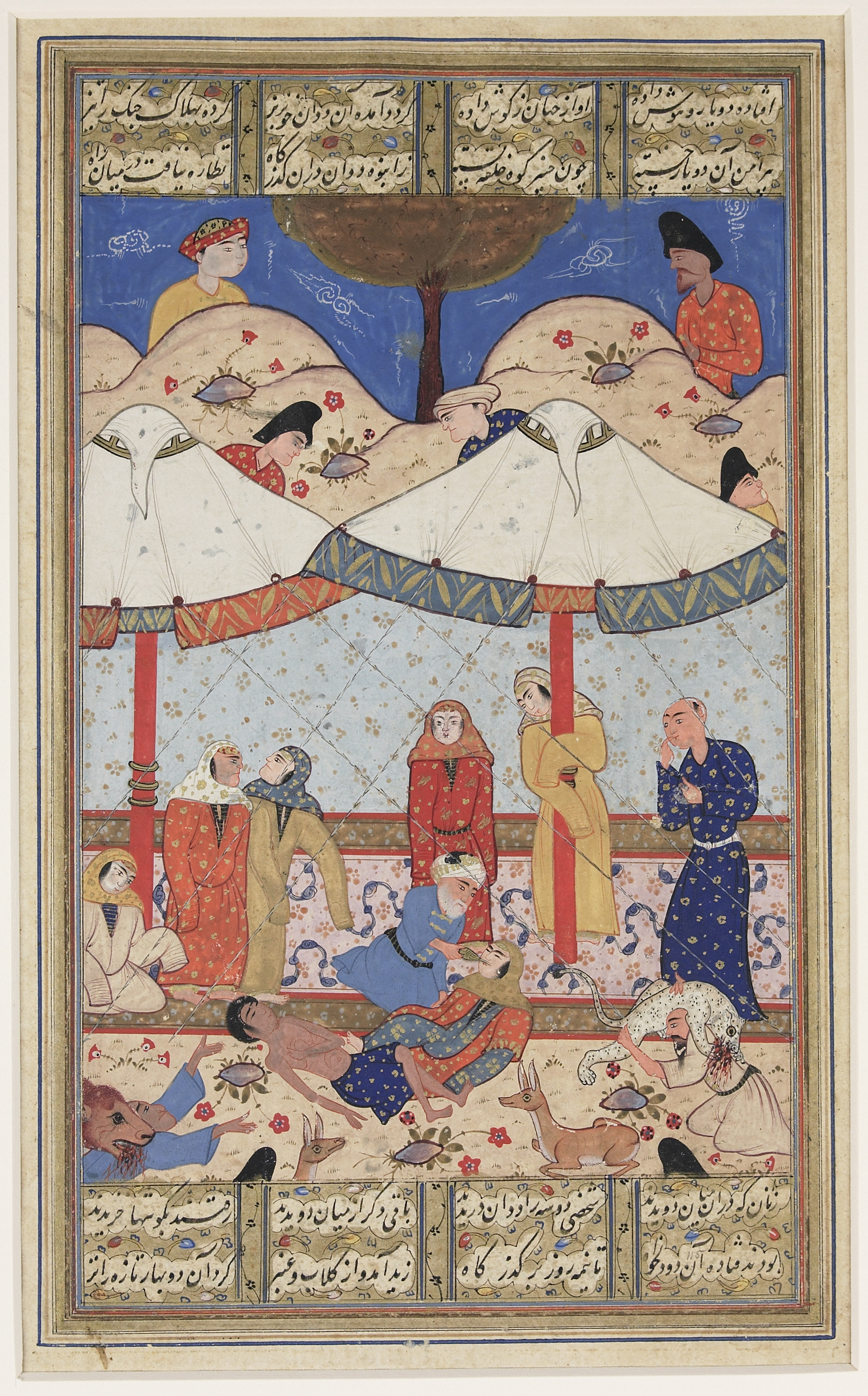
Лейли и Меджнун

Поэма «Лейли и Меджнун» (перс.  لیلی و مجنون ‎) написана в 1188 году. В её основе сюжет старинной арабской легенды «Лейли и Меджнун» о несчастной любви юноши Кайса, прозванного «Меджнун» («Безумец»), к красавице Лейли. Поэма посвящена ширваншаху Ахситану I, по чьему заказу и была написана. Эта поэма считается самым известным персидским изложением сказания о Лейли и Меджнуне. В поэме 4600 строф. Эта романтическая поэма относится к жанру «удри» (иначе «одри»). Сюжет поэм этого жанра — удри, прост и вращается вокруг безответной любви. Герои удри являются полувымышленными-полуисторическими персонажами и их поступки похожи на поступки персонажей других романтических поэм этого жанра. Низами персифицировал арабскую-бедуинскую легенду, представив героев в качестве персидских аристократов. Он также перенес развитие сюжета в городскую среду и добавил несколько персидских мотивов, украсив повествование также описаниями природы.
Поэма была опубликована в различных странах в различных версиях текста. Однако иранский учёный Вахид Дастгерди в 1934 г. осуществил публикацию критического издания поэмы, составив её текст из 66 глав и 3657 строф, опустив 1007 куплетов, определив их как более поздние интерполяции (искажения, добавленные в текст), хотя он допускал, что некоторые из них могли быть добавлены самим Низами.

### Краткое описание сюжета
Сюжет легенды таков: поэт Кейс влюбился в свою двоюродную сестру Лейлу, но Лейлу выдали за другого, а Кейс сошёл с ума и удалился в пустыню, где слагал стихи, посвящённые возлюбленной; и только после смерти возлюбленные соединились в одной могиле. Низами несколько видоизменил сюжет: у него Кейс сходит с ума от любви, и именно поэтому родители Лейлы отказывают ему. Лейла, насильно выданная замуж, умирает от любви к Кейсу; узнав об этом, Кейс приходит на её могилу и умирает там:
Уснули двое рядом навсегда.
Уснули вплоть до страшного суда.
Автор задаётся вопросом: что получили влюблённые за свои земные страдания, где их место в загробном мире? В коде пересказывается сон, по которому влюбленные соединились в раю, где они живут как царь и царица. Общий смысл поэмы — безграничная любовь, находящая выход лишь в высокой поэзии и ведущая к духовному слиянию любящих.

## «Семь красавиц»

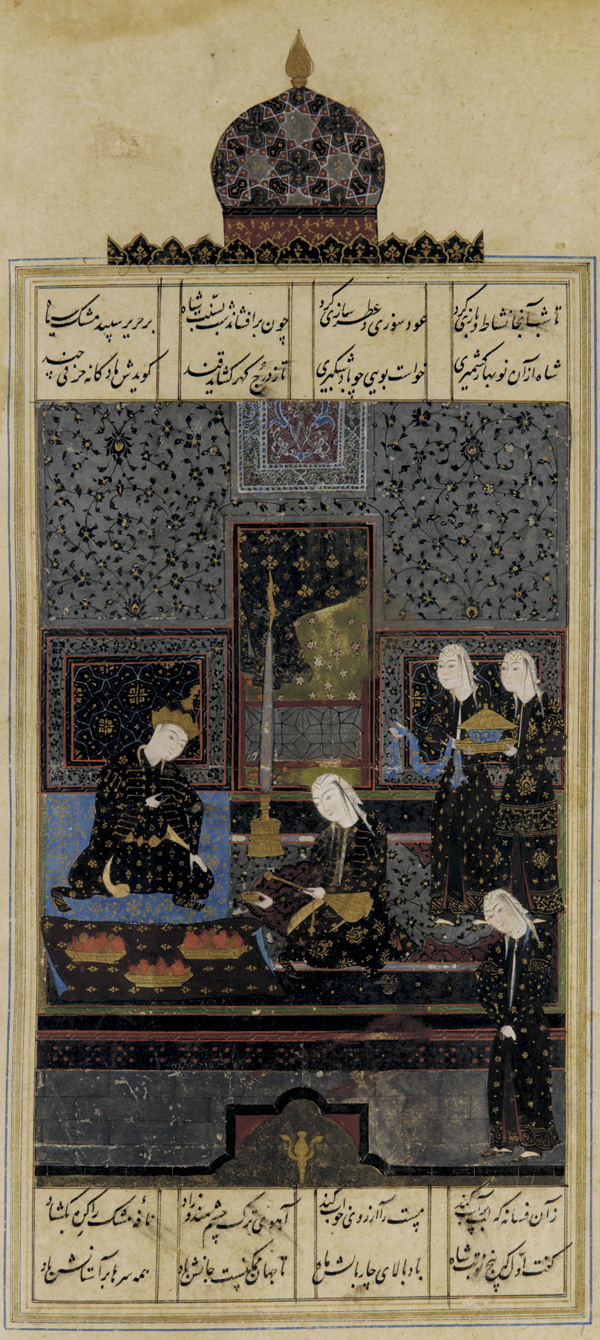
Семь Красавиц. Художественная галерея Фрира, Вашингтон

«Семь красавиц» («Хафт пейкар») (перс.  هفت پیکر ‎) написана в 1197 году. Поэма посвящена правителю Мараги Ала Ал-дин Кёрпе Арслану ибн Аг-Сонгору. Название поэмы дословно можно перевести, как «семь портретов», возможно перевести, как «семь красавиц», что отображает метафорическое значение. Безусловно, Низами намеренно дал поэме такое двусмысленное название, чтобы воспользоваться игрой слов.
Сюжет поэмы основан на событиях персидской истории и легенде о Бахраме Гуре (Бахрам V), сасанидском шахе, отец которого Йездигерд I двадцать лет оставался бездетным и заимел сына только после того, как обратился с мольбами дать ему ребёнка к Ахура Мазде.

### Краткое описание сюжета
После долгожданного рождения Бахрама по совету мудрецов его отправляют на воспитание к арабскому царю Номану. По приказу Номана был построен прекрасный новый дворец — Карнак. Однажды в одной из комнат дворца Бахрам находит портреты семи принцесс из семи разных стран, в которых он влюбляется. После смерти отца Бахрам возвращается в Персию и восходит на престол. Став царем, Бахрам предпринимает поиски семи принцесс и женится на них. Он приказывает архитектору построить семь величественных зданий для каждой из своих новых жён. Архитектор рассказывает Бахраму, что согласно астрологии, каждой страной правит одна из семи планет, и даёт совет Бахраму украсить каждый из дворцов для жен Бахрама в оттенках цвета, с которым ассоциируется планета, правящая страной, откуда прибыла каждая из красавиц. Вначале Бахрам относился скептически к предложению архитектора, но потом даёт согласие на такое оформление дворцов для своих жен. После завершения строительства принцессы поселяются в своих дворцах. Бахрам посещает каждую принцессу в определённый день недели: в субботу — индийскую принцессу, которой правит Сатурн, в чёрном дворце, в воскресенье — греческую принцессу, которой правит солнце, в жёлтом дворце, и т. д. Интересно, что в красном дворце живёт русская княжна. Каждая из принцесс рассказывает царю свою историю, которая соответствует определённому настроению и её соответствующему цвету. Сюжет каждой новеллы — любовное переживание, причём, в соответствии с переходом от чёрного цвета к белому, грубая чувственность сменяется духовно просветлённой любовью.
Вторая тематическая линия поэмы — превращение Бахрама Гура из легкомысленного царевича в справедливого и умного правителя, борющегося с произволом и насилием. Проходят годы. Пока царь был занят своими женами, один из его визирей захватил власть в стране. Неожиданно Бахрам обнаруживает, что дела в его царстве в беспорядке, казна пуста, а соседние правители собираются на него напасть. Расследовав деяния министра, Бахрам приходит к выводу, что тот виновен в бедах, постигших царство. Он приговаривает злодея-министра к смертной казни и восстанавливает справедливость и порядок в своей стране. После этого Бахрам приказывает превратить семь дворцов своих жён в семь зороастрийских храмов для поклонения Богу, а сам Бахрам отправляется на охоту и исчезает в глубокой пещере. Пытаясь найти дикого осла (gūr), Бахрам находит свою могилу (gūr).

## «Искандер-наме»

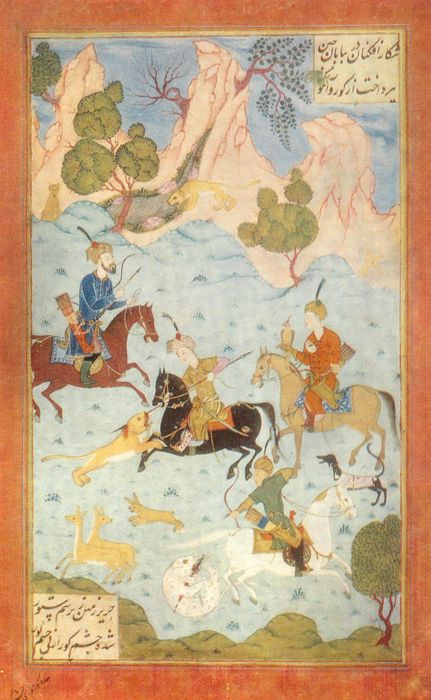
Искандер на охоте

Поэма Низами «Искандер-наме», что переводится как «Книга Александра» (перс.  اسکندرنامه ‎) написана между 1194 и 1202 гг. Низами считал эту поэму итогом своего творчества, по сравнению с другими поэмами «Хамсы» она отличается некоторой философской усложнённостью. Поэма является творческой переработкой Низами различных сюжетов и легенд об Искандере — Александре Македонском, образ которого Низами расположил в центре поэмы. С самого начала он выступает как идеальный государь, воюющий только во имя защиты справедливости. Поэма состоит из двух формально независимых частей, написанных рифмованными куплетами и согласно метру «мотакареб» (аруз), которым написана поэма «Шах-наме»: «Шараф-наме» («Книга славы») и «Икбал-наме» или иначе «Кераб-наме» («книга судьбы»). «Шараф-наме» описывает (на основе восточных легенд) жизнь и подвиги Искандера. «Икбал-наме» композиционно делится на два больших раздела, которые можно озаглавить как «Искандер-мудрец» и «Искандер-пророк».
Долгое время вызывало сомнения время создания поэмы и очередность её расположения внутри сборника «Хамса». Однако в начале «Шараф-наме» Низами сказал, что ко времени написания тех строк уже он создал «три жемчужины» перед тем, как начать «новый орнамент», что подтвердило время создания. Кроме того, Низами оплакивает смерть Ширваншаха Аксатана, которому Низами посвятил поэму «Лейли и Маджнун», и адресует свои наставления его преемнику. Ко времени завершения поэмы власть династии Ширваншахов в Гяндже ослабла, поэтому Низами посвятил поэму малеку Ахара Носрат-аль-Дин Бискин бин Мохаммаду, которого Низами упоминает во введении к «Шараф-наме»
.

### Краткое описание сюжета
Тайный голос сообщает Искандеру, что он избран для возвещения истины всему миру, и приказывает объехать всю землю. Отправляясь в путь, Искандер берёт «книги мудрости» Аристотеля, Платона и Сократа. Далее следуют описания четырёх путешествий Искандера, его встреч и диспутов с индийскими и греческими мудрецами, различные философские новеллы. Во время четвёртого путешествия (на север) он приходит в страну, где нет ни властей, ни притеснителей, ни богатых, ни бедных, ни преступлений, ни казней, где не знают лжи и несправедливости. Таким образом, во второй части поэмы Искандер предстает просветленным идеальным властителем, познавшим тщету земных устремлений. Поэма кончается описанием смерти Искандера и смерти самого Низами, очевидно написанным или по крайней мере дописанным кем-то другим.
Основные эпизоды легенды об Александре, которые известны в мусульманской традиции, собраны в «Шараф-наме»: рождение Александра, его наследование македонского трона, война против чернокожих, которые захватили Египет, война с персами, закончившаяся поражением и смертью Дара (Дария III) и женитьба Александра на дочери Дария и паломничество в Мекку. Далее Низами рассказывает о пребывании Александра на Кавказе и его визите к царице Нусабе из Барды — городе, который располагался в непосредственной близости от родного города Низами Гянджи, и её амазонках. Оттуда Александр направляется в Индию и Китай. В его отсутствие русы нападают на Кавказ и захватывают Барду, что они фактически сделали за двести лет до Низами, и берут в плен Нусабу. Узнав об этом, Александр воюет с русами и одерживает победу. Шараф-наме завершается рассказом о неудачных поисках Александром воды вечной жизни.
В «Икбал-наме» Александр — бесспорный властитель мира, показан уже не как воин, но как мудрец и пророк. Он дискуссирует с греческими и индийскими философами, и значительную часть текста составляют беседы, в которых семь греческих мудрецов рассказывают о своих идеях о сотворении мира. Не менее существенную часть составляют притчи, не имеющие прямого отношения к истории Александра. В завершение Низами рассказывает о конце жизни Александра и обстоятельствах смерти каждого из семи мудрецов. В этой части добавлена интерполяция о смерти самого Низами. В то время как «Шараф-наме» относится к традиции персидской эпической поэзии, в «Икбал-наме» Низами продемонстрировал свои таланты дидактического поэта, рассказчика анекдотов и миниатюриста.

## «Хамсе» в Азербайджане

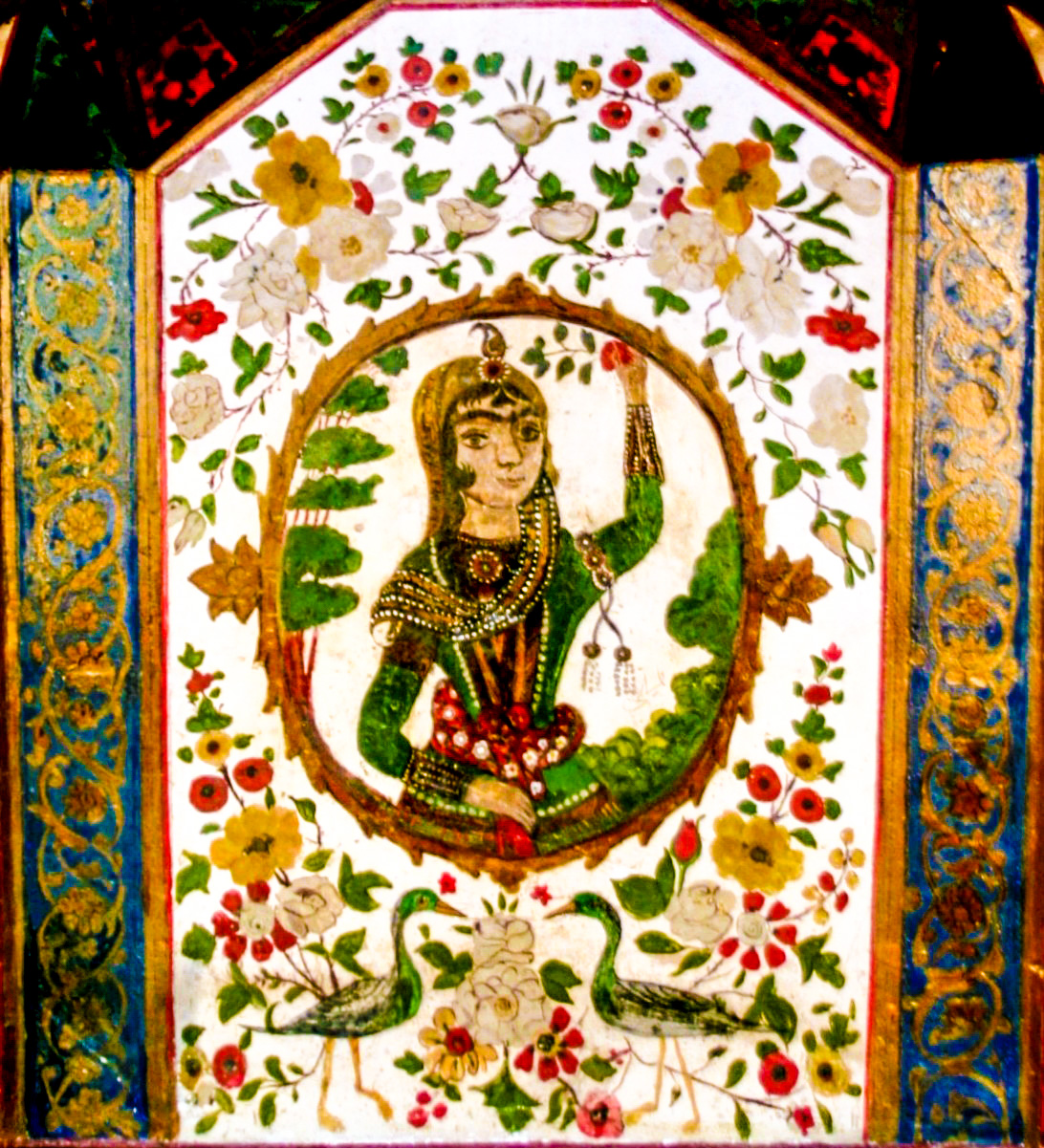
Изображение Ширин из «Хосров и Ширин» в интерьере Дома Шекихановых в Шеки

Портретами героев «Хамсе» (изображения на мотивы поэм «Лейли и Меджнун», «Хосров и Ширин», «Семь красавиц» и др.) украшены стены центрального зала второго этажа дома Шекихановых XVIII века в Шеки. Азербайджанский художник Газанфар Халыков выполнил акварельные рисункы к поэмам «Хосров и Ширин» (1940) и «Искандер-наме» (1953) из «Хамсе», при создании которых использовал композиционные приёмы средневековых миниатюристов.

«Лейли и Меджнун». Станция метро «Низами Гянджеви». Художник Микаил Абдуллаев

«Пятерице» Низами Гянджеви посвящены мозаичные рисунки на стенах бакинской станции метро «Низами Гянджеви», выполненные художником Микаилом Абдуллаевым. В 1959 году в Баку появился памятник Бахрам-Гуру — персонажу поэмы «Семь красавиц». Это был первый в Азербайджане скульптурный памятник литературному герою одной из поэм Низами Гянджеви. На родине поэта — во втором по величине городе Азербайджана — Гяндже, где поэт прожил всю свою жизнь, воздвигнута монументальная скульптура, посвящённая знаменитой «Пятерице».
В начале 1940-х годов азербайджанский композитор Узеир Гаджибеков написал два романса на стихи Низами Гянджеви соответственно образам семи героинь из поэмы «Семь красавиц» — «Сенсиз» («Без тебя», 1941) и «Севгили джанан» («Возлюбленная», 1943). В 1949 году Кара Караев пишет сюиту «Семь красавиц», а в 1952 году по мотивам поэмы — одноимённый балет (авторы либретто — Исмаил Идаятзаде, Юрий Слонимский и Сабит Рахман). Этот балет был впервые поставлен на сцене Азербайджанского театра оперы и балета в Баку 7 ноября 1952 года. В 1942 году азербайджанским композитором Ниязи Тагизаде-Гаджибековым по мотивам поэмы «Хосров и Ширин» была написана опера «Хосров и Ширин».

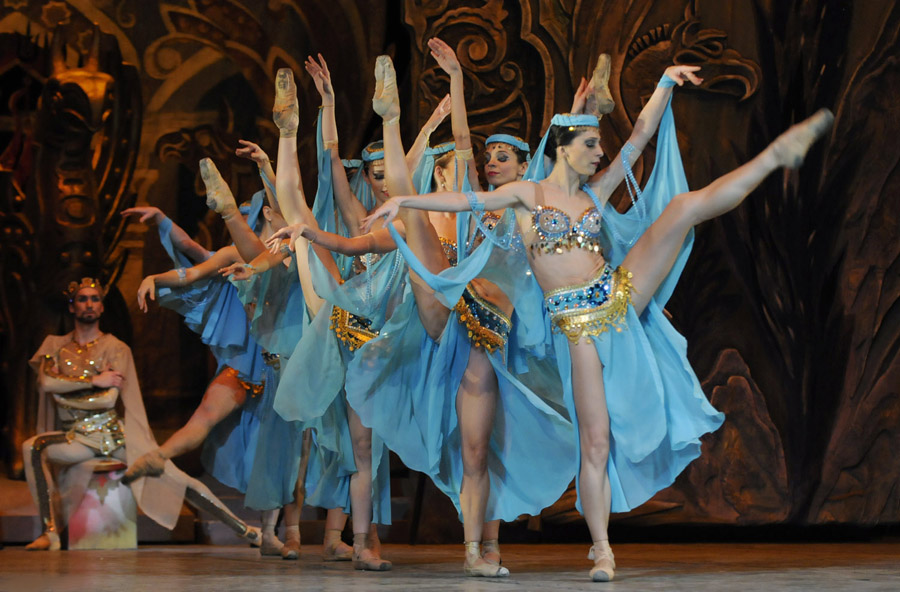
Сцена из постановки балета «Семь красавиц» Кара Караева

По мотивам поэмы «Лейли и Меджнун» азербайджанский композитор Кара Караев написал симфоническую поэму «Лейли и Меджнун» (первое исполнение в Баку 29 сентября 1947 года на торжественном вечере в честь 800-летия Низами Гянджеви) и одноактный балет «Лейли и Меджнун». В 1961 году по мотивам поэмы «Лейли и Меджнун» на киностудии «Азербайджанфильм» был снят одноимённый фильм (роль Меджнуна исполнял Нодар Шашик-оглы).

Искандер и Нушабе («Искандернаме»). Барельеф на постаменте памятника Низами Гянджеви в Баку

На памятнике Низами Гянджеви, установленному в 1949 году в Баку, высечено семь барельефов, изображающих героев поэм из «Хамсе». Среди них — Нушериван, слушающий беседу сов («Сокровищница тайн»), Фархад, прокладывающий дорогу через гору Биситун («Хосров и Ширин»), Лейли и Меджнун, учащиеся в школе («Лейли и Меджнун»), убивающий дракона Бахрам Гур («Семь красавиц»), Искандер на приёме у царицы Нушабе («Искандернаме») и др. Барельефы исполнены скульптором А. Хрюновым по эскизам художника Газанфара Халыкова и расположены на семи гранях, по бокам от бронзовой доски с именем поэта.
В начале 2008 года в Национальной Библиотеке Австрии была обнаружена старинная рукопись «Хамсе — Пятерицы». После окончания восстановительных работ электронная копия Пятерицы была передана в дар Министерству Культуры и Туризма Азербайджана. А 23 апреля 2008 года, в Вене в Национальной Библиотеке Австрии состоялся вечер азербайджанской литературы. На вечере прошла презентация электронного диска (CD) со сборником поэм «Хемсе» и книги Низами Гянджеви. В мероприятии принимали участие заместитель министра культуры Азербайджана Адалет Велиев, главный директор Национальной Библиотеки Австрии Йохана Рахингер, представители посольства Азербайджана в Вене и другие официальные лица.